# رولز-رویس فالکون
رولز-رویس فالکون (به انگلیسی: Rolls-Royce Falcon) یک موتور هواگرد ساختِ کارخانهٔ رولز-رویس لیمیتد در کشور بریتانیا است.